# Biogéographie historique
La biogéographie historique possède deux sens qui correspondent aux deux branches de la biogéographie confondues sous le même vocable.
Le premier sens est celui employé par les biologistes et écologues : à la croisée de l’écologie, la géologie, la géographie et la systématique, elle étudie la répartition des taxons dans divers lieux du monde afin de découvrir quelles sont les relations mutuelles entre leurs distributions géographiques. La biogéographie historique peut être définie comme l’analyse des relations entre la structure et l’histoire des peuplements d’une part, et l’histoire géologique de la surface du globe, d’autre part. Ses échelles temporelles vont du temps profond géologique aux observations récentes liées au réchauffement climatique.
Le second sens prend en compte l'Histoire humaine. Longtemps, la tendance des biogéographes a été de vouloir décrire la répartition spatiale des êtres vivants dans une Terre vierge de toute influence anthropique. Ce fut notamment l'approche de Pierre Birot dans Les formations végétales du globe. Il est, pourtant, parfaitement impossible de comprendre la répartition, par exemple, des paysages de France sans l'Histoire et la géographie rurale : champs ouverts (openfields), bocages, finages, défrichements... . Le concept de climax est ainsi devenu contestable. Les forêts actuelles ne sont pas compréhensibles sans tenir compte ni des héritages de la reconquête glaciaire, elle même entremélée à la conquête des espaces par l'Homme moderne, ni de l'exploitation des forêts, des défrichements, de la dégradation des sols, des opérations de restaurations effectuées, de la sylviculture, des lois des Eaux et Forêts, etc. 

## Définition 1
En biogéographie écologique, les biogéographes examinent essentiellement la distribution des taxons afin de découvrir les raisons de cette distribution en aires géographiques particulières : conditions écologiques, mécanismes évolutifs, facteurs physico-chimiques etc. En biogéographie historique, les biogéographes étudient ces mêmes distributions et y combinent les relations phylogénétiques établies entre ces taxons pour inférer l’histoire géographique des taxons ainsi que des relations historiques entre les aires biogéographiques (biogéographie historique au sens strict) ou les biomes dans lesquels sont distribués ces taxons. 
Le botaniste Augustin de Candolle fut le premier à faire la distinction entre biogéographie historique et écologique. D’après lui, la biogéographie écologique s’appuie sur l’étude des causes écologiques agissant dans le temps présent, tandis que la biogéographie historique cherche à retracer des événements dont les causes ont disparu. Néanmoins, cette opposition est due, comme souvent, aux anciennes méthodes qui étaient essentiellement narratives, c'est-à-dire qui consistent à faire des  récits de voyages ou d'expériences des scientifiques, et on s’aperçoit aujourd’hui que la frontière entre les deux disciplines n’est pas aussi nette lorsque l’on utilise des méthodes analytiques.
En ce qui concerne la biogéographie historique, la discipline s’intéresse d’une part aux phénomènes à grande échelle de l’histoire géologique de la surface du globe : dérive des continents, formation des océans, mise en contact de masses continentales, formation de système  insulaires etc. D’autre part, il s’agit d’analyser les relations entre la structure et l’histoire des peuplements c'est-à-dire la parenté entre les taxons et leur histoire géographique mais aussi la parenté entre les aires géographiques elles-mêmes et leur propre histoire.
Ainsi on distingue deux groupes de méthodes en biogéographie historique : la panbiogéographie, la biogéographie cladistique et l’analyse de parcimonie de l’endémicité visent à reconstruire les relations de parenté entre les aires, alors que la biogéographie phylogénétique, la phylogéographie ou l’analyse d’aire ancestrale cherchent à mettre en évidence l’histoire géographique des taxons.

## Définition 2
La biogéographie historique est aussi l'approche recherchant l'influence anthropique historique sur la répartition des espèces et des formations végétales. Elle passe par l'étude de l'Histoire et de la géographie rurales, des systèmes sylvo-agro-pastotaux, des finages, de l'évolution des sols, des aires urbaines, de l'insertion des espèces invasives et ornementales, des aménagements anthropiques. 

## Histoire de la biogéographie historique (sens 1)

### Le Paradis de Linné
Carl von Linné (1707-1778) supposait que toutes les espèces et organismes avaient été créés par Dieu et vivaient avec Adam et Ève dans le  Paradis. Celui-ci devait donc offrir des climats permettant à toutes les espèces de vivre. Ainsi, Linné imaginait le Paradis comme une île primordiale située sous l’Équateur, où les espèces de climat chaud vivaient dans des plaines et une immense montagne accueillait les espèces de climat froid. Les espèces préférant des conditions intermédiaires pouvaient vivre à des altitudes intermédiaires. 
Linné considéra ensuite que les continents s’étaient étendus à mesure que les océans se retiraient vers le large, permettant aux animaux et plantes de coloniser par divers moyens les terres nouvellement émergées.
Ces énoncés furent à la base de plusieurs idées fondamentales à propos de la nature du monde vivant : il existe une petite aire où les espèces « apparaissent » et d’où elles migrent et se dispersent vers d’autres aires à mesure que ces dernières deviennent accessibles aux espèces qui peuvent y survivre. Ce type d’énoncé correspond aux théories que l’on appelle plus fréquemment aujourd’hui centre d’origine et dispersion. D’autres idées sous-jacentes pouvaient être tirées des énoncés de Linné : les espèces étaient toutes créées au même moment et toutes les aires continentales, à l’exception d’une île (le Paradis), étaient submergées par les océans.
Bien que les connaissances sur la biodiversité du globe étaient pauvres à l’époque, on supposait que l’écologie pouvait expliquer la distribution des organismes vivants : différentes aires géographiques de la Terre devaient ainsi être peuplées par les mêmes espèces si ces aires présentaient la même altitude et latitude ainsi que le même type de  substrat et de climat. Un contemporain de Linné, George Leclerc, Comte de Buffon (1707-1788) contredit rapidement ceci. Ayant étudié les mammifères des environnements tropicaux d’Afrique et d’Amérique, il fit remarquer qu’il n’avait trouvé aucune espèce commune aux deux continents et cela malgré des conditions écologiques identiques. Premièrement qualifié d’anomalie, le constat fut pourtant le même pour toutes les études menées durant les 50 années suivantes, notamment les études des plantes d’Afrique et d’Amérique du Sud par Alexander von Humboldt (1769-1859), celles des insectes par Pierre-André Latreille (1762-1833) ainsi que l’étude des reptiles par Georges Cuvier (1769-1832).
Toutes ces recherches arrivaient à la même conclusion : les deux zones n’avaient aucune espèce en commun bien que partageant les mêmes latitudes, types de substrat et climats. Si Buffon ne remit pas en cause la notion de centre d’origine et dispersion, il commença à émettre des doutes sur le fait que toutes les espèces étaient créées de façon indépendante et immuable : les espèces, forcées d’abandonner leur aire d’origine, auraient subi des altérations qui les rendraient méconnaissables à première vue. En fait, le point de vue qu’il adoptait était évolutionniste. Ainsi Buffon modifia légèrement les explications de Linné en incluant l’idée que les organismes, après avoir été créés par Dieu (et donc de façon parfaite dans le contexte fixiste de l’époque), devaient changer, dégénérer ( évoluer en fait) en une espèce différente pendant leur déplacement de leur habitat (ou centre d’origine que Buffon désigne sous le nom d’ « Ancien Monde », le « Paradis » de Linné) vers d’autres aires. Cette idée est directement imputable à Buffon bien que souvent attribuée à Charles Darwin (1809-1882) à la suite de la publication de L'Origine des espèces en 1859.

### La géographie botanique de Candolle
Augustin de Candolle (1806-1893), publia un essai en 1820 dans lequel il résume les connaissances de l’époque sur la «  géographie des plantes ».
De Candolle fut le premier à faire une distinction entre deux branches de la biogéographie. En effet, dans son essai, il utilise deux termes peu familiers dans l’usage moderne : « stations » et « habitations ». Aujourd’hui, la biogéographie écologique correspond à l’étude de ces « stations », que l’on appelle aujourd’hui habitats et la biogéographie historique correspond à l’étude des « habitations » (à ne pas confondre avec le terme moderne d’habitat) correspondant plus ou moins au terme d’aire d’endémisme :
« On exprime par le terme de station, la nature spéciale de la localité dans laquelle chaque espèce a coutume de croître, et par celui d'habitation, l'indication générale du pays où elle croît naturellement. Le terme de station est essentiellement relatif au climat, au terrain d'un lieu donné ; celui d'habitation est plus relatif aux circonstances géographiques et même géologiques. »
De Candolle créa une liste d’ « habitations » qu’il nomma « régions botaniques », c'est-à-dire des espaces qui accueillent un certain nombre de plantes aborigènes (ou indigènes). Ici, au lieu de s’attendre à trouver les mêmes espèces dans des régions soumises aux mêmes conditions écologiques, on s’attend à rencontrer des espèces différentes d’une région botanique à l’autre.

### Les parentés biogéographiques de Wallace
Alfred Russel Wallace (1823-1913) fut le premier à suggérer une possible parenté entre différentes aires géographiques. Afin d’émettre des hypothèses de parenté entre les aires, il utilisait une approche comparative avec trois sujets : exemple pour les sujets A, B et C : A et B sont plus étroitement apparentés entre eux que l’un et  l’autre ne l’est de C.
Dès 1863, Wallace explorait les faunes des îles de Bornéo, Java, Sumatra et du continent  asiatique. Afin de définir les parentés, il s’appuya sur les nombres relatifs de taxons endémiques à ces régions. Ainsi, Java possédait davantage d’espèces endémiques d’oiseaux et d’insectes que Bornéo et Sumatra, Wallace en déduit que cette île avait dû être séparée du continent plus tôt que les deux autres.
Bien qu’ambiguës et peu rigoureuses, ses observations furent les prémices de ce qu’est aujourd’hui la biogéographie historique : la recherche des liens de parenté entre les aires et leur histoire géologique.

## Les branches de la biogéographie historique
L’étude des distributions de taxons met en évidence des distributions disjointes à travers le globe terrestre, en effet on peut trouver des espèces très proches phylogénétiquement vivant dans des aires géographiques très éloignées. Ces schémas de distributions disjointes sont à la base des études biogéographiques et trouvent deux explications  différentes : 
- soit l’ancêtre commun à ces taxons vivait dans une aire et s’est répandu vers les autres aires où ses descendants ont survécu jusqu’à aujourd’hui,
- soit l’ancêtre commun était originellement répandu dans une aire très étendue qui s’est fragmentée en aires plus petites où ses descendants ont survécu jusqu’à aujourd’hui.

Ces explications font respectivement appels aux processus de  dispersion et de vicariance. 

### La biogéographie de dispersion
Durant des siècles, la dispersion fut la théorie la plus utilisée pour expliquer les distributions des espèces, y compris les distributions disjointes. Cette théorie reste, en effet, en accord avec l’idée du Paradis de Linné. La « tradition biblique » veut que toutes les espèces aient été créées et placées dans le paradis avant de coloniser les aires accessibles. 
Durant le siècle suivant, la théorie de centre d’origine et dispersion fut l’explication dominante en biogéographie historique. Darwin et Wallace considéraient que les espèces vivaient en un centre d’origine, à partir duquel quelques individus se dispersaient avant de « changer » et survivre ou non dans le cadre de la sélection naturelle. 

### La biogéographie de vicariance
Des curateurs du Muséum américain d'histoire naturelle (AMNH), à New York, Rosen puis Nelson et Platnick, figurent parmi les fondateurs de la biogéographie de la vicariance, méthode d'analyse de la biogéographie historique alliant la systématique cladistique de Hennig à l'aspect statistique de la Panbiogéographie de Croizat.
Les distributions disjointes de taxons peuvent aussi être expliquées par le processus de vicariance, il s’agit de la séparation d’une population ancestrale en plusieurs populations dérivées à la suite de la formation d’une barrière. Il existe des approches différentes en biogéographie de la vicariance selon la méthode de reconstruction des histoires des distributions que l’on utilise.

#### La panbiogéographie de Croizat
La panbiogéographie est la première méthode d’analyse et de synthèse de la biogéographie de vicariance à avoir été développée. La panbiogéographie fut créée par le botaniste  Léon Croizat (1894-1982). Cette méthode, essentiellement qualitative, couvre les principales dimensions de l’ évolution : le temps, l’espace, la forme. Il y a différentes méthodologies applicables à la panbiogéographie mais la plus répandue reste celle des tracés. 
Le principe est de : 
- localiser les  aires de distributions d’un taxon, incluant les formes fossiles
- sur une carte géographique, relier les distributions connues de ce taxon par une ligne, appelée tracé ou parfois trace (« tracks »)
- localiser des nœuds (« nodes »), c'est-à-dire des aires où s’interceptent d’importants tracés à l’échelle intercontinentale

Parfois, des taxons  phylogénétiquement éloignés peuvent partager le même tracé, dans ce cas on parle de tracé généralisé ou tracé standard. L’existence de ces tracés généralisés indique que les taxons ancestraux avaient de vastes distributions qui ont été  fragmentées par certains événements ou mécanismes. Le partage de ces tracés standards par des taxons ayant des modes de dispersion différents induit que la dispersion ne peut pas être le mécanisme commun générant ce tracé généralisé.
Croizat émit donc l’hypothèse que ce mécanisme commun pouvait être la vicariance : la mise en place de barrières aurait séparé des populations pendant un certain temps, conduisant à des spéciations. De plus, l’emplacement de certains nœuds au sein d’ étendues océaniques lui permit de conclure que la géographie de la terre avait certainement changé au cours des temps : sa panbiogéographie était effectivement fondée sur le fait que la Terre et la vie avaient évolué ensemble. Tout comme René Jeannel en 1942, Croizat soutint la théorie de la dérive des continents par des arguments biogéographiques, et ses idées furent ensuite soutenues par la théorie de la tectonique des plaques, lorsque celle-ci fut clairement établie.
L’approche de Croizat fut néanmoins jugée comme pas assez rigoureuse par certains biogéographes  cladistes. Mais le biologiste Roderic Page développa une approche quantitative à la panbiogéographie de Croizat, il mit en évidence l’existence d’une base mathématique au concept de tracés généralisés, la panbiogéographie pourrait ainsi être considérée comme application des résultats de la théorie des graphes à la biogéographie.

#### La biogéographie cladistique
La biogéographie cladistique est décrite comme la reconstruction des relations historiques entre les aires, et non entre les taxons comme c’est le cas en biogéographie phylogénétique, phylogéographie ou en analyse d’aire ancestrale. La biogéographie cladistique classe des aires biogéographiques, sur la base de distributions de taxons terminaux et de cladogrammes de leur relation de parenté car elle admet que les relations phylogénétiques inférées entre les taxons sont informatives pour les relations historiques entre les aires biogéographiques. 
Une méthode de la biogéographie cladistique est de créer des cladogrammes d'aires (ou « area cladograms » ou « aréagrammes »), des cladogrammes résumant les relations phylogénétiques entre les taxons de différentes aires biogéographiques. On infère ensuite un pattern général de relations phylogénétiques entre les aires biogéographiques elles-mêmes. Une analyse biogéographique cladistique comprend ainsi deux étapes : d’abord construire des cladogrammes d'aires à partir des  cladogrammes des taxons utilisés puis la construction de cladogrammes d'aires généraux. 
Les cladogrammes d'aires sont construits en remplaçant le nom des taxons terminaux par le nom des aires qu’ils peuplent.
La construction peut paraître triviale si tous les taxons sont endémiques à une aire unique ou chaque aire n’abrite qu’un seul taxon mais elle peut s’avérer compliquée si on a des cladogrammes de taxons très répandus (le taxon est présent dans plusieurs aires), si des aires sont manquantes (on ne la retrouve pas dans le cladogramme), ou si des distributions sont redondantes (les aires abritent plus d’un taxon du même cladogramme de taxons.). 
Les méthodes de construction de cladogrammes en biogéographie cladistique sont à peu près les mêmes qu’en phylogénie classique : 
- analyse de  parcimonie de Brooks (Brooks Parcimony Analyses, BPA)
- analyse à trois éléments (3ia, incluant des Three-Area Statements dans le cadre de la biogéographie)
- méthode des arbres réconciliés (« Reconciled Trees »)

### Ouvrages (sens 1)
- BLONDEL J., Biogéographie. Approche écologique et évolutive, Paris, Masson, 1995, XVI-297 p
- (en) Gareth Jon Nelson, Norman I. Platnick, 1981. Systematics and Biogeography, Cladistics and Vicariance. Columbia University Press, New York  (ISBN 0-231-04574-3)
- Philippe Janvier et al., Coord., 1991. Biosystema 7: Systématique & biogéographie historique, textes historiques et méthodologiques. Société française de systématique, Paris  (ISBN 2-906892-06-8)
- (en) Cecca F., 2002. Palaeobiogeography of marine fossil vertebrates - Concepts and methods. Taylor & Francis, London
- Introduction to Panbiogeography: Method and Synthesis (Traduction anglaise de John Grehan)

### Ouvrages (sens 2)
- ALEXANDRE F., GENIN A., « Temporalités dans la biosphère, les trois temps de la végétation. » L’Information Géographique, volume 69, septembre 2005, Echelles et temporalités, pp 45-65.
- AMAT J.-P., La forêt entre guerre et paix, étude de biogéographie historique sur l’axe meusien, de l’Argonne et de la Woëvre, thèse d’Etat de Géographique, Lille, Université de Lille 1, 1999, 1116 p. , 3 volumes + 1 volume d’annexes de 171 p
- BERTRANG G., « L’archéologie du paysage dans la perspective de l’écologie historique » dans Archéologie du paysage, Actes du colloque, Tours, Caesarodunum 13, 1978.
- BERTRAND G., « La végétation dans le géosystème. Phytogéographie des montagnes Cantabriques centrales », Revue de géographie des Pyrénées et du Sud-ouest, tome 57 n°3 (juillet-septembre 1986), Toulouse, PU du Mirail, 1986.
- BERTRAND G., La nature en géographie, un paradigme d’interface, Toulouse, Université Le Mirail, 1991, 16 p.
- BERTRAND G., « Pour une histoire écologique de la France rurale » dans DUBY G., WALLON A. (Sous la direction de), Histoire de la France rurale (en 4 tomes), Paris, Seuil, 1994
- BILLEN C., « Le massif domanial d’Anlier, observation croisée des forestiers, des botanistes et des historiens », dans Colloques phytosociologiques XX, Bailleul 1991, DUBOIS J.-J. et Géhu J.-M. (dir.), Berlin-Stuttgart, J. Cramer, 1993, J. CRAMER, 1993, pp 191-202
- BIROT Pierre, Les formations végétales du globe, Paris, SEDES, 1965. CLEMENT V., « frontière, reconquête et mutation des paysages végétaux entre Duero et système central du XIe au milieu du XVe siècle », Mélanges de la Casa de Velázquez tome XXIX-1, Madrid, Casa de Velázquez, 1993, pp 87-126
- DELESIS-DUSSOLIER A., « Histoire du paysage par l’analyse de la végétation : l’exemple des haies », Revue Hommes et terres du Nord n°2-3, Lille, Institut de géographie, Faculté des lettres de Lille, 1986, pp 110-115
- DELESIS-DUSSOLIER A., « Le paysage vu dans les bocages, relations avec les types phytosociologiques », 17e congrès phytosociologique, Versailles, 1998, dans Colloques Phytosociologiques XVII, Stuttgart, J. CRAMER, 1998.
- DUBOIS J.-J., Espaces et milieux forestiers dans le Nord de la France – Etude de biogéographie historique, Thèse d’Etat, Paris, Université de Paris I, 1989, 2 volumes, 1024 p.
- DUBOIS J.-J., « L’approche de la biogéographie historique : concepts, méthodes, limites à l’interface de la phytodynamique et de l’histoire forestière » dans Colloques phytosociologiques XX, Bailleul 1991, DUBOIS J.-J. et Géhu J.-M. (dir.), Berlin-Stuttgart, J. Cramer, 1993, J. CRAMER, 1993, pp 7-13.
- DUBOIS J.-J., « La place de l’histoire dans l’interprétation des paysages végétaux », Mélanges de la Casa de Velázquez XXX-1, Madrid, Casa de Velázquez, 1994, pp 231-251
- GALOCHET M., HOTYAT M., « L’Homme, facteur de diversité en milieu forestier », Bulletin de l’Association des Géographes Français, 2001-2, pp 151-163.
- GALOCHET M., « Héritages sylvicoles dans les forêts et les îlots boisés de Grande Pologne », Annales de géographie n° 623, 2002, pp 60-72.
- GALOCHET M., « Du dessus au dedans, une approche biogéographique emboîtée des îlots boisés », L’information Géographique, vol. 66 n°4, pp 341-350, 2002.
- GALOCHET M., « Des bois dans la campagne, dernier refuge de la biodiversité », dans La campagne colonisée, Cahiers Kubaba n°VI, Paris, L’Harmattan, 2003, pp 37-58.
- GALOCHET M., « Histoire de la biogéographie française des origines à nos jours », site Internet de la Commission de Biogéographie du CNFG, 2003, http://www.ipt.univ-paris8.fr/biogeo/
- HOUZARD G., « Evolution de la biogéographie », Travaux de l’Institut de Géographie de Reims, n° 79-80, UFR Lettres et Sciences Humaines, 1990, pp 67-73
- HOUZARD G., « L’approche du biogéographe » dans Colloques phytosociologiques XX, Bailleul 1991, DUBOIS J.-J. et Géhu J.-M. (dir.), Berlin-Stuttgart, J. Cramer, 1993, J. CRAMER, 1993, pp 1-6.
- Les bocages : histoire écologique et économique, Rennes, INRA, ENSA, Université de Rennes, 1976.
- SIMON L., Les Paysages végétaux, Paris, Armand Colin, 1998, 95 p.